# Gaelic Park
Gaelic Park ( Irlandès: Páirc na nGael) és una instal·lació d'atletisme situada entre els carrers de West 240th Street i Broadway al barri del Bronx, Nova York, Estats Units. Des de 1926 és la seu del New York County GAA, per a la pràctica del futbol gaèlic, hurling i altres esports irlandesos. El 1991 va ser adquirida per la Universitat de Manhattan el 1991 i n'ha acollit nombrosos esdeveniments.

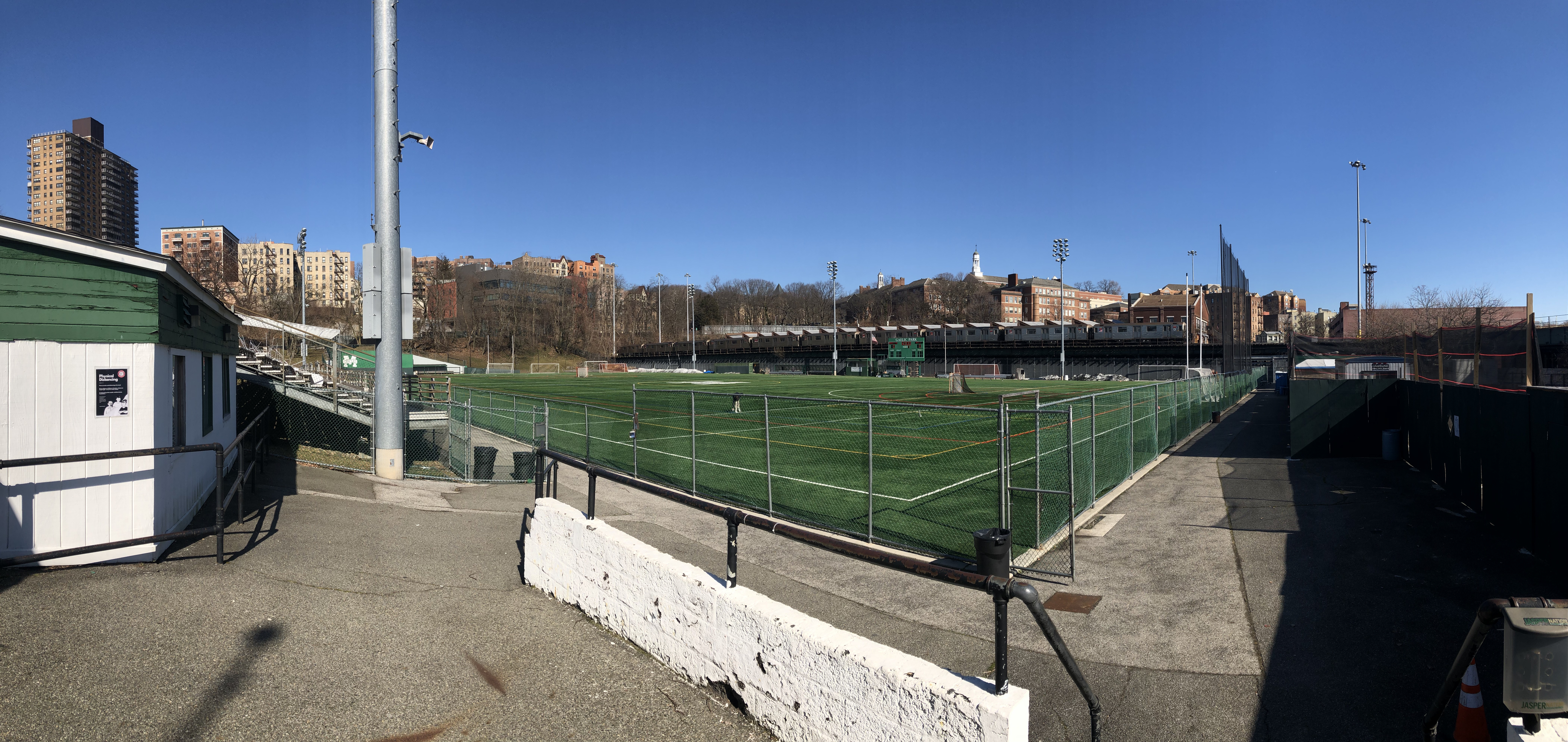
Gaelic Park, al Bronx